# Sian Proctorová
Sian Hayley Proctorová (* 28. března 1970, Hagåtña, Guam) je americká profesorka geologie, popularizátorka vědy a astronautka – 569. člověk ve vesmíru. Na oběžné dráze Země pobývala od 15. do 18. září 2021 jako pilotka prvního ryze soukromého kosmického letu Inspiration4.

## Život a kariéra
Sian Proctorová se narodila 28. března 1970 ve městě Hagåtña na ostrově Guam v rodině inženýra, který na ostrově v době programu Apollo pracoval pro NASA v pozemní stanici satelitního komunikačního systému. Po skončení programu se Proctorová přestěhovala do Minnesoty a několika dalších severovýchodních států, kde otec pracoval, a v jejích 14 letech zakotvili ve Fairportu ve státě New York. Tam také dokončila střední školu Fairport High School. Ve studiu pokračovala na Arizonské státní univerzitě, kde v roce 1998 získala magisterský titul v oboru geologie a v roce 2006 doktorát v oboru přírodovědného vzdělávání. Je profesorkou geologie na South Mountain Community College v Arizoně, kde vyučovala udržitelnost a planetární vědy.
Od roku 2010 se objevuje v televizních vzdělávacích pořadech jako vědecká poradkyně a demonstrátorka vědeckých ukázek a pokusů a působila v několika misích zaměřených na vědecké vzdělávání. Např. byla členkou osmičlenné mezinárodní posádky mise HI-SEAS (Hawaii Space Exploration Analog and Simulation) financované NASA a zaměřené na zkoumání potravinové strategie pro dlouhodobé lety do vesmíru a mise na Měsíc nebo Mars (2013). Na základě své zkušenosti a studia stravy pro astronauty pověřené dlouhodobými misemi mimo Zemi napsala kuchařku Jídlo pro Mars. Zapojila se také programu PolarTREC 2014 zaměřeného na výzkum v arktických a antarktických oblastech nebo programu Učitel na moři, kterým Národní úřad pro oceán a atmosféru (NOAA) poskytuje učitelům zkušenosti s výzkumem při práci na moři. Je také majorkou Civilní letecké hlídky (Civil Air Patrol), kde působí jako důstojnice pro letecké a kosmické vzdělávání v jejím arizonském křídle.

## Astronautka

### Výběr astronautů NASA v roce 2009
Proctorová patřila mezi finalisty výběrového řízení NASA do 20. skupiny astronautů v roce 2009, jehož se zúčastnilo více než 3 500 uchazečů. Mezi 9 vybraných Američanů se ale nedostala.

### Inspiration4
O 12 let později byla vybrána jako pilotka mise Inspiration4 v lodi Crew Dragon společnosti SpaceX, a to na základě vítězství v soutěži pro podnikatele Shift4Shop, pro kterou si založila internetový obchod s uměním My Space2Inspire.
Během výcviku na let obdržela volací znak Leo. Do vesmíru se dostala jako již čtvrtá Afroameričanka, ovšem první ve funkci pilotky kosmické lodi.
Let lodi Crew Dragon Resilience trval bez několika desítek minut tři dny. Začal 16. září 2021 těsně po půlnoci světového času v Kennedyho vesmírném středisku na Floridě a skončil 18. září před půlnocí v Atlantském oceánu, asi 50 km od místa startu. Čtyři členové posádky během letu prováděli základní medicínské experimenty a užívali dosud nejlepšího výhledu, které kdy kosmická loď posádce poskytla, prostřednictvím klenutého okna Cupola, umístěného na špičce lodi místo obvyklého dokovacího zařízení pro připojení k Mezinárodní vesmírné stanici.